# Nautilocalyx paujiensis
Nautilocalyx paujiensis är en tvåhjärtbladig växtart som beskrevs av Feuillet. Nautilocalyx paujiensis ingår i släktet Nautilocalyx och familjen Gesneriaceae. Inga underarter finns listade i Catalogue of Life.